# Dariusz Kozerawski
Dariusz Stanisław Kozerawski – pułkownik Wojska Polskiego, profesor nauk humanistycznych, były p.o. komendanta Akademii Obrony Narodowej (2014–2015), od 2017 roku nauczyciel akademicki Uniwersytetu Warmińsko-Mazurskiego w Olsztynie. Specjalista w zakresie historii najnowszej Polski, historii powszechnej i historii wojskowości.

## Życiorys
W Instytucie Historycznym Wydziału Nauk Historycznych i Pedagogicznych Uniwersytetu Wrocławskiego na podstawie rozprawy pt. Koncepcja kształcenia zawodowych oficerów piechoty w latach 1967–1989 uzyskał w 2000 stopień naukowy doktora nauk humanistycznych w zakresie historii, specjalność: historia najnowsza Polski. Tam też w 2006 na podstawie dorobku naukowego oraz rozprawy pt. Wyższe szkolnictwo wojskowe w Polsce w latach 1947–1967 otrzymał stopień doktora habilitowanego nauk humanistycznych w zakresie historii, specjalności: historia najnowsza Polski,  historia powszechna,  historia wojskowa. W 2013 prezydent RP Bronisław Komorowski nadał mu tytuł naukowy profesora nauk humanistycznych. Był zatrudniony w Wyższej Szkole Oficerskiej Wojsk Lądowych im. Generała Tadeusza Kościuszki we Wrocławiu oraz na Wydziale Bezpieczeństwa Narodowego Akademii Obrony Narodowej (AON). Został profesorem zwyczajnym AON, jej prorektorem oraz – w latach 2014–2015 – p.o. komendanta (rektora) AON. Po odejściu z AON w 2015 został nauczycielem Akademickim Wyższej Szkoły Policji w Szczytnie i Akademii Humanistycznej im. Aleksandra Gieysztora w Pułtusku.